# Stormy Weather (film)
Stormy Weather är en amerikansk musikalfilm från 1943 i regi av Andrew L. Stone. I huvudrollerna ses Lena Horne, Bill Robinson, Dooley Wilson och Emmett ‘Babe’ Wallace. I övriga roller märks bland andra Cab Calloway och Fats Waller. Detta var Robinsons sista film (han dog 1949); Waller dog endast några månader efter filmens premiär. 
Filmen har fått sin titel från sången med samma namn från 1933, som framförs mot slutet av filmen. Handlingen är baserad på filmens stjärna, dansaren Bill "Bojangles" Robinsons, liv och tider. Filmen anses vara en av de bästa Hollywoodmusikalerna med en afroamerikansk ensemble, den andra är MGM:s Svart extas (1943). Ett sätt att kunna visa upp några av de bästa afroamerikanska artisterna vid tiden, en tid då dessa sällan fick huvudroller i vanliga Hollywoodproduktioner, särskilt inte de i musikalgenren. År 2001 valdes filmen ut för att bevaras i National Film Registry av USA:s kongressbibliotek då den anses vara ”kulturellt, historiskt eller estetiskt betydelsefull”.

## Rollista i urval
- Lena Horne – Selina Rogers
- Bill Robinson – Bill Williamson
- Dooley Wilson – Gabe Tucker
- Emmett 'Babe' Wallace – Chick Bailey
- Cab Calloway – sig själv
- Katherine Dunham – sig själv
- Fats Waller – sig själv
- Ada Brown – sångerska
- The Nicholas Brothers – dansare

## Musiknummer i filmen i urval
- "There's No Two Ways About Love" – Lena Horne
- "That Ain't Right" – Ada Brown och Fats Waller
- "Ain't Misbehavin'" – Fats Waller
- "I Lost My Sugar in Salt Lake City" – Mae E. Johnson
- "I Can't Give You Anything but Love, Baby" – Lena Horne, Bill Robinson
- "Geechy Joe" – Cab Calloway & his Orchestra
- "Stormy Weather" – Lena Horne